# モーニング娘。のへそ
『モーニング娘。のへそ』（もーにんぐむすめ。のへそ）は、2000年1月4日から同年9月29日まで平日17時55分 - 18時00分にテレビ東京系で放送されていたモーニング娘。のバラエティ番組である。

## 番組概要
- 9か月間の放送期間で3か月毎に内容・企画が変わっている。
  - 第1クールでは月・火・水にミニドラマ 「モーニング娘。の愛物語」を全38回に亘って放送、木・金に 「モーニング娘。の料理便」を全26回に亘って放送する2本柱である。
  - 第2クールでは週代わりでゲーム対決が行われ、優勝者には当番組のマスコットキャラクターでもあるへそブタくんが贈呈される。4期メンバーは5月8日放送分から登場。反対に2期メンバーの市井紗耶香は5月19日放送分が最後の出演となった。
  - 第3クールではユニットや新メンバーに密着した物が殆どで、毎回ある指令が出され、『ハロー!モーニング。』で後日その成果を発表する形式となっていた。又、フリートーク等も公開された。
- この番組以降、テレビ東京系深夜・ミニ帯番組 シリーズがスタート、このシリーズは2009年3月まで続いた。但し、次番組の『美少女日記』からは深夜番組枠である。尚、後に同じ夕方枠でハローキッズが放送されているほか、TVQ九州放送ではこの枠自体が消滅する2006年3月まで、この夕方枠に1週遅れで同シリーズの番組を放送していた時期があった。

## モーニング娘。の愛物語

### キャスト
- 店長・みちよ（平家みちよ）
- 真里（矢口真里）
- 圭（保田圭）
- 紗耶香（市井紗耶香）
- 客（後藤真希）

### 各回の放送日とタイトル
- 第1回（1月4日）「恋の微熱」
- 第2回（1月5日）「待ちぼうけ」
- 第3回（1月10日）「悪口（1）」
- 第4回（1月11日）「悪口（2）」
- 第5回（1月12日）「悪口（3）」
- 第6回（1月17日）「携帯電話の恐怖」
- 第7回（1月18日）「凶悪犯」
- 第8回（1月19日）「占いマニア」
- 第9回（1月24日）「恋泥棒」
- 第10回（1月25日）「初恋の人」
- 第11回（1月26日）「見栄っ張り」
- 第12回（1月31日）「花言葉 愛」
- 第13回（2月1日）「花言葉 希望」
- 第14回（2月2日）「花言葉 青春の喜び」
- 第15回（2月7日）「告白」
- 第16回（2月8日）「フルメークする女」
- 第17回（2月9日）「8時50分の男」
- 第18回（2月14日）「肝試し」
- 第19回（2月15日）「デザート下さい」
- 第20回（2月16日）「招かれざる客」
- 第21回（2月21日）「ハッピー・バースデイ」
- 第22回（2月22日）「幸福のエンジェル」
- 第23回（2月23日）「春の恋」
- 第24回（2月28日）「ベジタリアン」
- 第25回（2月29日）「ヴィンテージ」
- 第26回（3月1日）「グルメな女」
- 第27回（3月6日）「おしゃれ道1 美しい爪」
- 第28回（3月7日）「おしゃれ道2 美しい目」
- 第29回（3月8日）「おしゃれ道3 美しい足」
- 第30回（3月13日）「失恋」
- 第31回（3月14日）「デジャブ」
- 第32回（3月15日）「ホワイトデーの翌日」
- 第33回（3月20日）「春が来た1 春分の日」
- 第34回（3月21日）「春が来た2 勝負服」
- 第35回（3月22日）「春が来た3 ボーダーライン」
- 第36回（3月27日）「さよなら 1」
- 第37回（3月28日）「さよなら 2」
- 第38回（3月29日）「おわかれ」

## モーニング娘。の料理便
- メインシェフ　中澤裕子

### 各回の放送日、テーマとゲスト
- 第1回（1月6日）「焼きおにぎりのミネストローネがけ」飯田圭織
- 第2回（1月7日）「納豆オムライス」飯田圭織
- 第3回（1月13日）「鶏肉丼」矢口真里
- 第4回（1月14日）「れんこんのはさみ揚げ」矢口真里
- 第5回（1月20日）「ホタテのピラフ」安倍なつみ
- 第6回（1月21日）「ホタテ貝とオレンジのカクテルサラダ」安倍なつみ
- 第7回（1月27日）「サーモンのクリームシチュー」保田圭
- 第8回（1月28日）「サーモンの春巻き」保田圭
- 第9回（2月3日）「ホタテのあっさり浸し」平家みちよ
- 第10回（2月4日）「ホタテと鮭のとろろ丼」平家みちよ
- 第11回（2月10日）「鮭と白菜のくちゅくちゅ煮」市井紗耶香
- 第12回（2月11日）「鮭のみそ煮丼」市井紗耶香
- 第13回（2月17日）「ロール・レタス」村田めぐみ（メロン記念日）
- 第14回（2月18日）「じゃがいもとひき肉のチーズのせ焼き」村田めぐみ
- 第15回（2月24日）「焼き卵丼」斉藤瞳（メロン記念日）
- 第16回（2月25日）「茶巾玉子」斉藤瞳
- 第17回（3月2日）「ポーチドエッグのサウザンアイランド風サラダ」大谷雅恵（メロン記念日）
- 第18回（3月3日）「小海老とアボカドのスクランブルエッグサラダ」大谷雅恵
- 第19回（3月9日）「変わり親子丼」柴田あゆみ（メロン記念日）
- 第20回（3月10日）「ひき肉の揚げだしガンモ」柴田あゆみ
- 第21回（3月16日）「あさり柳川丼」稲葉貴子（太陽とシスコムーン）
- 第22回（3月17日）「開化うどん」RuRu（太陽とシスコムーン）
- 第23回（3月23日）「ナスとミートソースを使ったペンネのグラタン」小湊美和（太陽とシスコムーン）
- 第24回（3月24日）「ショートパスタを使った冷たいサラダ、ツナソース」信田美帆（太陽とシスコムーン）
- 第25回（3月30日）「あさりと春野菜の早煮、あさりと菜の花のこぶ締め」RuRu、稲葉貴子
- 第26回（3月31日）「シーフードミックスのクリームソース、食パン詰め」信田美帆、小湊美和

## コーナー

### ゲーム対決
- モーニング娘。のへそ杯
  - 卓球大会（2000年4月17日 - 21日）
  - エアホッケー大会（2000年5月1日 - 5日）
  - アームレスリング大会（2000年5月15日 - 19日）
  - ラッキーガールをさがせ!（2000年5月23日 - 26日）
- モーニング娘。の何でもタイムアタック（2000年4月3日 - 7日）
- モーニング娘。の何でもタイムアタックII（2000年4月24日 - 27日）
- モーニング娘。の何でもタイムアタックIII（2000年5月8日 - 12日）
- モーニング娘。のミニゲームで遊ぼう（2000年4月10日 - 14日）
- サンバDEアミーゴ対決（2000年5月29日 - 6月2日）
- 年の功!絵のうまい人決定戦（2000年6月5日 - 9日）
- 感覚ナンバー1決定戦（2000年6月12日 - 16日）
- 緊急特別企画・料理の鉄娘。修行編（2000年6月19日 - 23日）
- 絵のうまい人選手権（タンポポ抜き）（2000年6月26日 - 29日）

### 指令・密着
- 密着「乙女 パスタに感動」ダンスリハーサル（2000年7月3日 - 7日）
- 指令・新メンバーにダンスを教えよ!（2000年7月10日 - 14日）
- 指令・ニセモーニング娘。を作れ!（2000年7月17日 - 21日）
- 指令・「DANCEするのだ!」のダンスをするのだ!（2000年7月24日 - 28日）
- 指令・ミニモニ。を世に知らしめよ!（2000年7月31日 - 8月4日）
- 指令・辻希美 青色7を救え!（2000年8月7日 - 11日）
- 平家みちよプロデュース新ユニット発足!（2000年8月14日 - 18日）
- ミニモニ。定例会議（2000年8月28日 - 9月1日、18日 - 22日）
- そ〜と〜語講座（2000年9月11日 - 15日）

### トーク
- 残暑見舞いスペシャル（2000年8月21日 - 25日）
- 秋のスペシャル（2000年9月4日 - 8日）
- マイブームBEST3（2000年9月25日 - 29日）

## スタッフ
- 企画 - 山﨑直樹
- AP - 柳沢典子（共同テレビ）、新潟竜大（テレビ東京ミュージック）
- ディレクター - 須藤勝（BEE BRAIN）
- プロデューサー - 中山和記（共同テレビ）、両角誠（エス・エス・エム）、北島英光（テレビ東京ミュージック）
- 演出 - 三木茂、小野原和宏、星田良子、西谷弘、髙橋伸之、藤田明二、福本義人
- 制作協力－共同テレビ（第1クール・愛物語）、八峯テレビ（第2クール）、BEE BRAIN（第3クール）
- 企画協力－アップフロントエージェンシー（現：アップフロントプロモーション）、吉本興業、エス・エス・エム（2000年8月14日以降）
- 製作著作 - テレビ東京、テレビ東京ミュージック

## VHS
何れも当初はファンクラブ限定で発売された。後にへそブタ争奪編を除いてセブン-イレブン限定で発売された。両者の内容は特典映像等一部が異なっている。
- モーニング娘。のへそ 愛物語1
- モーニング娘。のへそ 愛物語2
- モーニング娘。のへそ 料理便
- モーニング娘。のへそ へそブタ争奪編

## 書籍
- モーニング娘。のへそファンブック（2000年11月25日、ワニブックス） ISBN 4-8470-1371-9